# Префектура Пиреј
Префектура Пиреј је некадашња управна област у западном делу Периферије Атика, у средишњем делу Грчке. Најважнији део некадашње префектуре је део тзв. „Велике Атине". Управно средиште био је истоимени град Пиреј. Префектура је укинута 2011. године, када је суштински подељена на два нова округа, Пиреј и Острва.
Посебност префектуре Пиреј била је њена разједињеност на више делова: део се налази на полуострву Атика (Пиреј), део је крајње источни део Пелопонеза, а део су Саронска острва (Саламина, Егина, Хидра, Спецес, Порос). На крају, острва Китера и Антикитера су део Јонског архипелага.

## Природне одлике
Префектура Пиреј била је копнено-острвска префектура Грчке. На северу се ова префектура граничила са префектурама Западна Атика и Источна Атика, на истоку са префектуром Атина. На пелопонеском делу префектуре суседна префетура је Арголида. Море које запљускује обале некадашње префектуре Пиреј је Егејско море, тј. његов западни део.
Префектура Пиреј обухватала је више различитих целина, али се може рећи да је то углавном брдовито и голо подручје.
Клима у некадашњој префектури Пиреј је средоземна, уз нагласак да је због развијених градских активности ваздух загађен у делу префектуре код Пиреја. За разлику од тога острва су чиста и незагађена.

## Историја
У доба антике ова област била је значајна као део полиса Античке Атине. У каснијим епохама долази владавина Римљана, затим Византинаца и на крају Турака Османлија. Месни Грци су били веома активни током Грчког устанка 1821. г, па је подручје постало део савремене Грчке већ 1830. г., а тад малени град Атина постала главни град новообразоване државе захваљујући својој славној историји. Последњих деценија са ширењем града Атине на подручје ове префектуре подручје Пиреја постаје део Грчке са најбржим порастом становништва и најбржим растом привреде. За разлику од овог дела префектуре острва су имала много спорији развој, али последњих деценија захваљујући туризму забележила су позитиван раст становништва.

## Становништво
Главно становништво су Грци. Становништво је претежно градско.
Због разједињености некадашње префектуре и удаљености њених саставних делова (општина) постоји велика разлика у њиховој густини насељености. Док је копнени део префектуре са Пирејом имао густину од готово 10.000 ст./км2, дотле је остатак (углавном острва) имао испод 100 ст./км2. Када се још одузме и Саламина као део „Велике Атине“ густина насељености пада испод 50 ст./км2.

## Привреда
Град Пиреј, као део „Велике Атине“, има развијену привреду, нарочито лучке делатности. Острва су некада била окренута традиционалној пољоприведи (маслина, винова лоза) и поморству, али се данас све више окрећу туризму. Томе погодује и близина и добре везе са Атином, па је викенд-туризам њених становника веома важна привредна грана. Посебно се туризам развија на Хидри, Поросу и Спецесу.